# Koriacka Sopka
Koriacka Sopka (ros. Корякская сопка, Koriakskaja sopka) – aktywny stratowulkan na półwyspie Kamczatka w Rosji. Wznosi się na wysokość 3456 m n.p.m. i jest zaliczany do najwybitniejszych szczytów na Kamczatce.
Wulkan ten, podobnie jak większość wulkanów leżących na Kamczatce, należy do tzw. pacyficznego pierścienia ognia. Oprócz tego leży w punkcie, gdzie płyta pacyficzna wbija się w płytę euroazjatycką (około 80 mm/rok). Szacunkowo, wulkan ten był prawdopodobnie aktywny przez dziesiątki tysięcy lat. Dane geologiczne wskazują, że ostatnie trzy duże erupcje miały miejsce w ostatnich 10 tysiącach lat: w 5500 p.n.e., 1950 p.n.e. oraz w 1550 p.n.e.
Pierwsza udokumentowana erupcja wulkanu miała miejsce w 1890 roku. Wybuch charakteryzował się dużą emisją gazów i lawy z otworów na południowo-zachodnim zboczu wulkanu, powstałych przez wcześniejszą erupcję freatyczną. Kolejny krótki, umiarkowany wybuch nastąpił w 1926 roku, po którym wulkan znalazł się w uśpieniu aż do roku 1956. W tym roku wulkan wybuchł z niespotykaną we wcześniejszych erupcjach siłą, osiągając rekordowy wynik w „skali erupcji” VEI = 3. Erupcje te spowodowały lawiny piroklastyczne i lahary, które notowano aż do czerwca 1957 roku.
Ostatnia erupcja wulkanu miała miejsce 29 grudnia 2008 roku. Wówczas z Koriackiej Sopki został wyrzucony do atmosfery „pióropusz” popiołu wulkanicznego na wysokość około 6 tys. metrów, erupcja ta trwała aż do 27 sierpnia 2009 roku.
Koriacka Sopka wraz z sąsiednim wulkanem, Awaczyńską Sopką, jest zaliczana do tzw. „wulkanów dziesięciolecia”, czyli 16 obiektów z całego świata godnych szczególnego badania w świetle historii wybuchów wulkanów i wagi ich bliskiego położenia względem obszarów zaludnionych.

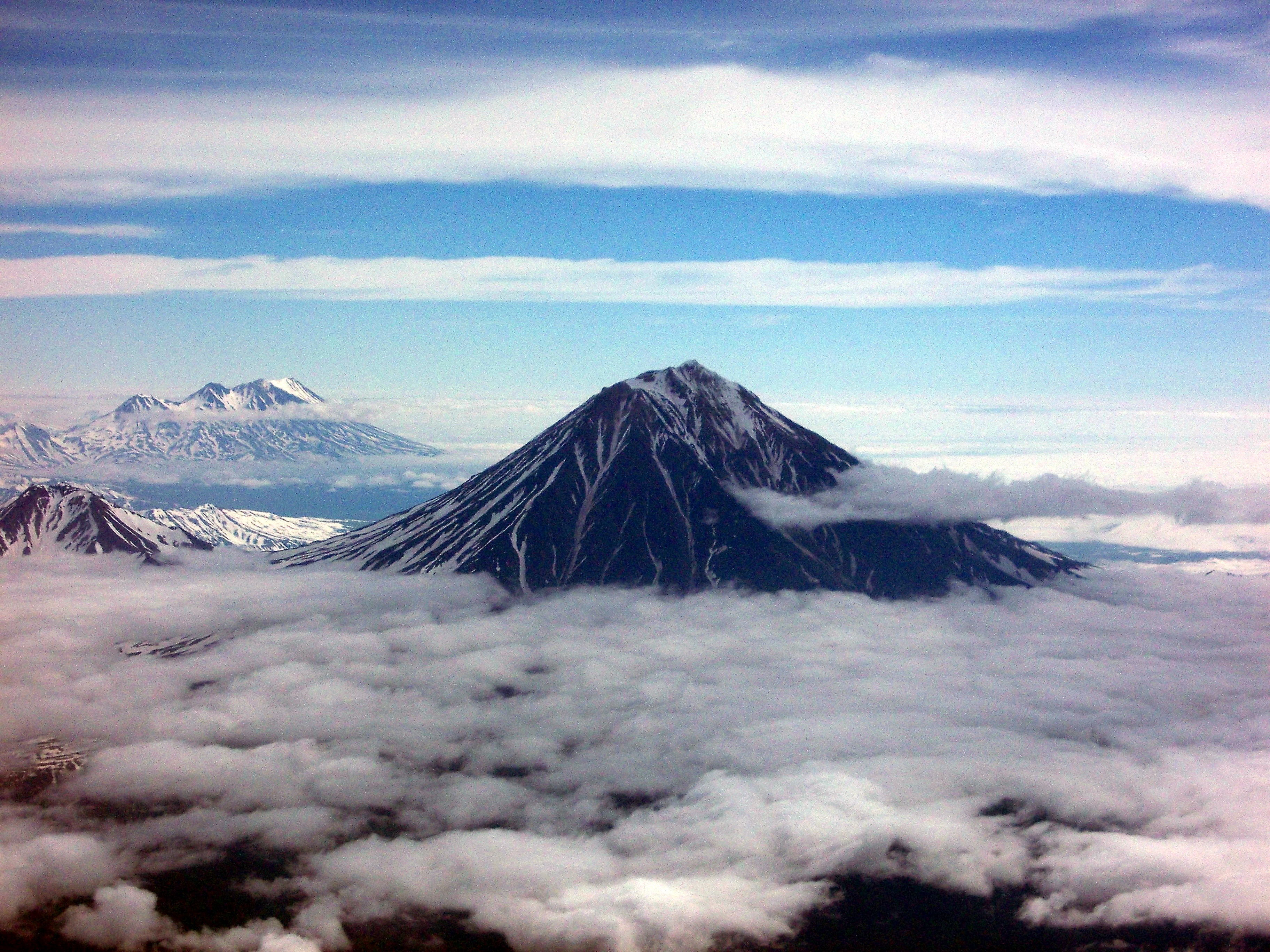
widok z samolotu
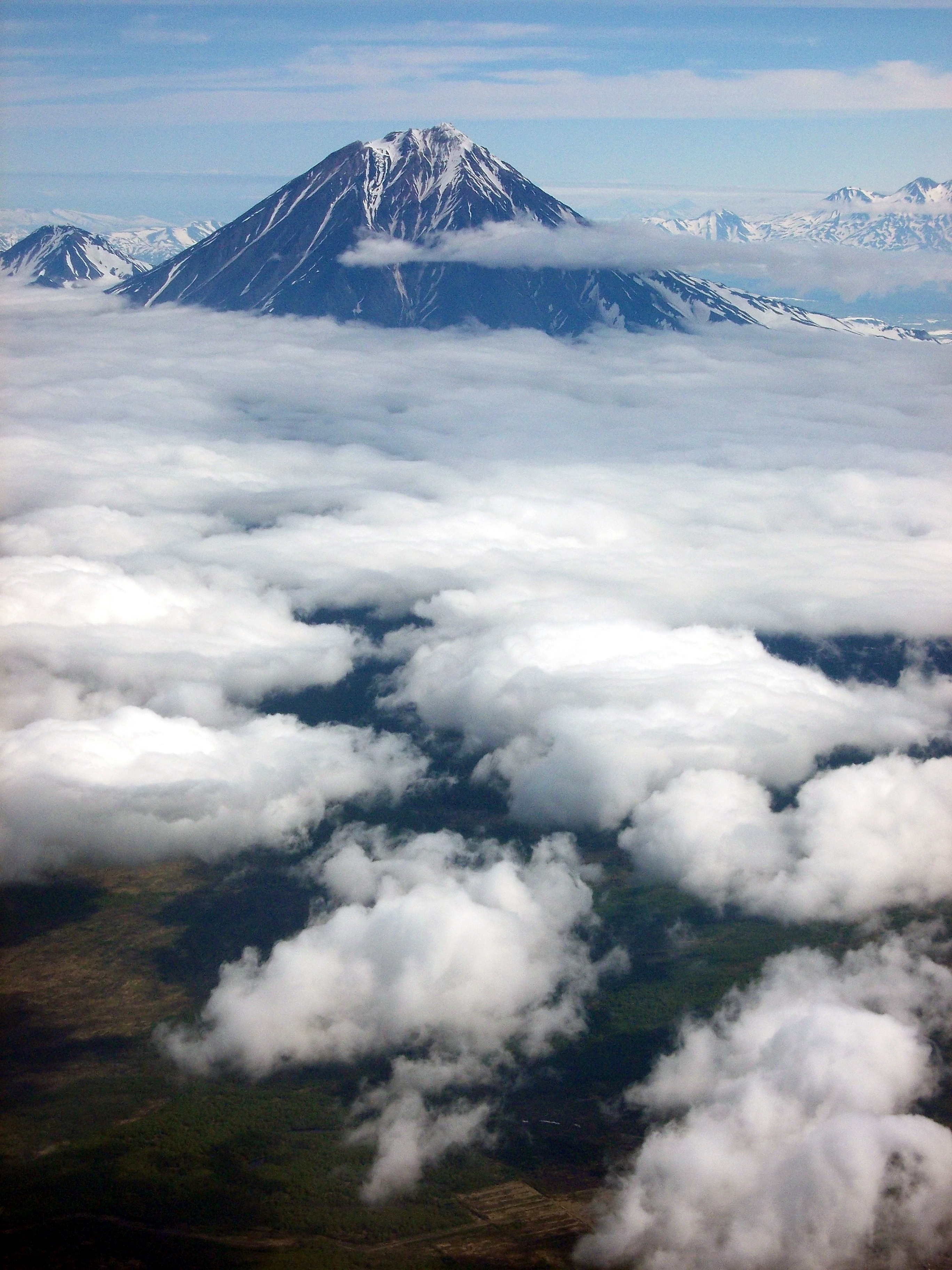
widok z samolotu
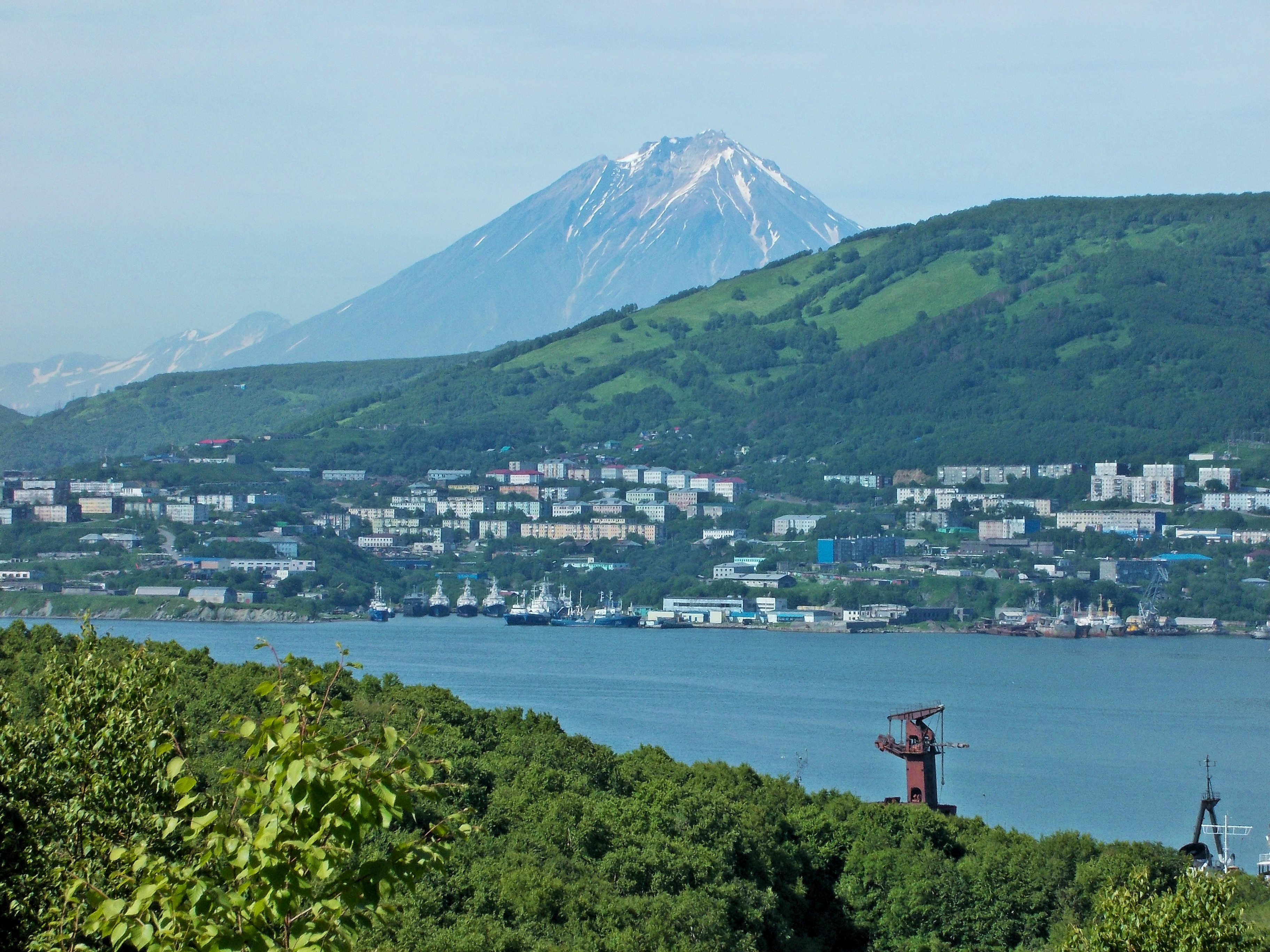
Koriacka Sopka i Zat. Awaczyńska
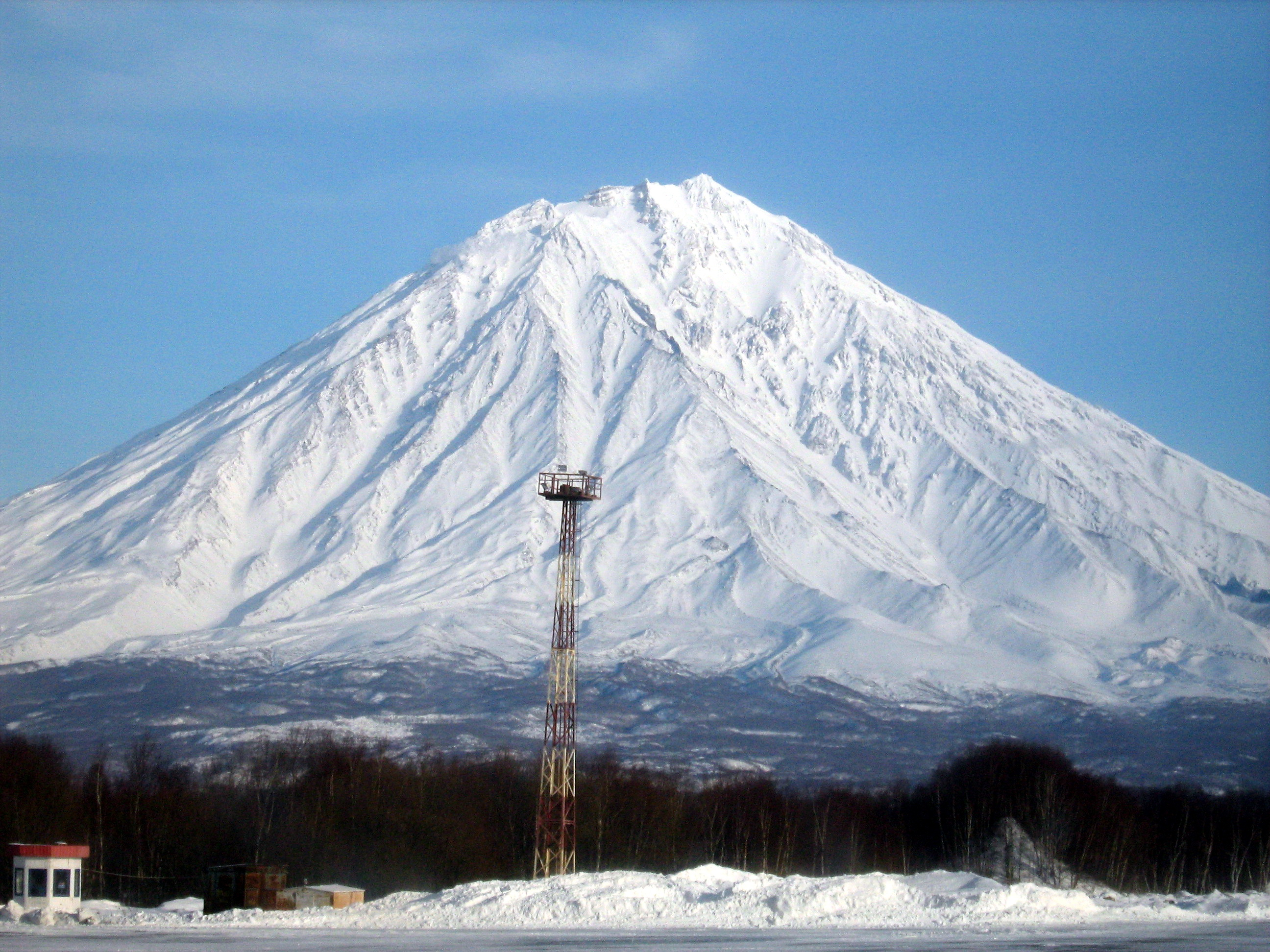
widok z Pietropawłowska Kamczackiego